# Zhina Montilla Ávila
Zhina Montilla Ávila (nacida el 1 de octubre de 1979, Cebú) es una cantante, compositora, modelo y artista gráfico filipina,mcreció en las ciudades de Iloilo y la capital, Manila. Ella es una de las dos hijas de María Gilda Montilla, hija del difunto Gil Montilla II (hijo del expresidente de la Asamblea Nacional, Sr. Gil Montilla de Negros), en su segundo matrimonio. Terminó el grado universitario de Artes de la Comunicación con especialización en Periodismo en la Universidad De La Salle. 
Zhina fue cantante de sesión y vocalista femenina para la nueva versión de la canción No Limits, producido en 2002 bajo el nombre del perro Bakshelf, que fue patrocinado por Churchill Insurance en el Reino Unido.